# Eulonchus marialiciae
Eulonchus marialiciae is een vliegensoort uit de familie van de spinvliegen (Acroceridae). De wetenschappelijke naam van de soort is voor het eerst geldig gepubliceerd in 1925 door Clement Samuel Brimley.